# Warszewiczia elata
Warszewiczia elata là một loài thực vật có hoa trong họ Thiến thảo. Loài này được Ducke miêu tả khoa học đầu tiên năm 1922.